# Lieso
Lieso är en sjö i kommunen Pihtipudas i landskapet Mellersta Finland i Finland. Den är 1,3 meter djup. Arean är 36 hektar och strandlinjen är 3,5 kilometer lång. Sjön  ingår i Kymmene älvs huvudavrinningsområde.   Den ligger omkring 120 kilometer norr om Jyväskylä och omkring 350 kilometer norr om Helsingfors. 